# Félix Gras
Félix Gras (Malemort, 1844-Aviñón, 1901) fue un escritor francés, que escribió en occitano.

## Biografía
Nacido en 1844 en Malemort, contribuyó al renacimiento de la literatura provenzal. Entre sus obras se encontraron títulos como Les Rouges du Midi. Fue nombrado capoulie de los felibres después de la muerte de Roumanille. Gras, que fue juez municipal de Aviñón, falleció el 4 de marzo de 1901 en dicha ciudad.